# تروند-فيجو تورجيرسين
تروند-فيجو تورجيرسين (بالنرويجية البوكمول: Trond-Viggo Torgersen)‏ هو طبيب وممثل نرويجي، ولد في 14 يونيو 1952 في النرويج.

## وصلات خارجية
- تروند-فيجو تورجيرسين على موقع IMDb (الإنجليزية)
- تروند-فيجو تورجيرسين على موقع ميوزك برينز (الإنجليزية)
- تروند-فيجو تورجيرسين على موقع قاعدة بيانات الفيلم (الإنجليزية)